# Pseudobombax crassipes
Pseudobombax crassipes är en malvaväxtart som beskrevs av Pierfelice Ravenna. Pseudobombax crassipes ingår i släktet Pseudobombax och familjen malvaväxter. Inga underarter finns listade i Catalogue of Life.